# BN Водолея
BN Водолея (лат. BN Aquarii) — одиночная переменная звезда в созвездии Водолея на расстоянии (вычисленном из значения параллакса) приблизительно 8686 световых лет (около 2663 парсеков) от Солнца. Видимая звёздная величина звезды — от +12,94m до +11,77m.

## Характеристики
BN Водолея — жёлто-белая пульсирующая переменная звезда типа RR Лиры (RRAB) спектрального класса F3. Эффективная температура — около 7006 К.